# Route asiatique 3
Pour les articles homonymes, voir Route 3.
La route asiatique 3 (AH3) est un itinéraire du réseau routier asiatique qui s’étend sur 7 331 km depuis Oulan-Oude, en Russie () jusqu’à Tanggu, en  Chine, et  Shanghai, en Chine () jusqu’à Chiang Rai, en Thaïlande, et Kengtung, au Myanmar ().

## Enjeux de l’Asie du Sud-Est
À la mi-2008, le tronçon nord-sud de l’autoroute asiatique AH-3 était presque entièrement pavé, avec seulement quelques kilomètres incomplets.
Le projet de corridor Nord-Sud fait partie du programme de la Banque asiatique de développement (BAD) depuis 1993 et vise à améliorer les économies connectées de la Chine, du Myanmar, du Laos, du Vietnam, de la Thaïlande et du Cambodge. La partie du corridor nord-sud connue sous le nom de route 3, qui traverse le nord-ouest du Laos et relie la Chine et la Thaïlande, devait coûter 95,8 millions de dollars USD et était financée par un prêt de la BAD, ainsi que par des fonds des gouvernements chinois, thaïlandais et laotiens.
Les tronçons achevés de la route sont passés de pistes de terre il y a quelques années à des routes à deux voies avec accotements en béton, drainage et ponts en béton. Pour relier la ville frontalière laotienne de Houei Sai à la frontière chinoise du sud-ouest de Boten situé dans la province du sud-ouest du Yunnan prenais deux jours sur l’ancienne  piste de terre  selon les conditions météorologiques. La nouvelle route a raccourci ce trajet de cinq à six heures.
Le tracé devait être terminé en 2007, mais les dégâts causés à la route par les inondations pendant la saison des pluies de 2006 ont repoussé la date d’achèvement en 2008. Alors que la route était maintenant praticable toute l’année, il y a encore des tronçons, de plusieurs kilomètres qui sont restés inachevés à partir de 2008.

## Chaînon manquant en Asie du Sud-Est
La construction de la partie construite en Thaïlande de la route était en retard sur celle de la section chinoise, mais certains observateurs soutiennent que c’était parce que la section thaïlandaise était « beaucoup mieux construite ». Ils ont indiqué que le côté chinois a été construit plus rapidement en raison de raccourcis techniques qui peuvent rendre ce tronçon de la route moins durable.
Le problème le plus important avec le corridor était le manque de progrès sur le quatrième pont d'amitié Thaï-Lao à construire à travers le fleuve Mékong reliant la ville thaïlandaise de Chiang Khong, avec son voisin transfrontalier de Houei Sai au Laos. Les gouvernements chinois et thaïlandais ont précédemment accepté de construire le pont et de partager le coût estimé du projet à 33 millions de dollars. Il a finalement été ouvert le 11 décembre 2013.
Les différends frontaliers entre la Thaïlande et le Laos, la crise financière asiatique, l'indifférence politique à Bangkok et les réticences générales des Thaïlandais ont maintenu le projet en veilleuse politique. La Chine souhaite quant à elle développer sa province Yunnan grâce à la création de liens commerciaux avec l'Asie du Sud-Est, y compris l'accès aux ports de la Thaïlande. Alors que la Thaïlande pourrait bénéficier largement d'une nouvelle liaison routière avec la Chine, d'autres craignaient qu'une inondation de produits chinois bon marché appauvrisse le nord de la Thaïlande. Certaines de ces craintes se sont concrétisées avec la mise en œuvre rapide de certaines dispositions de l'accord de libre-échange sino-thaïlandais, qui a entraîné une inondation de produits agricole chinois bon marché. En 2008, le dernier lien avec le Laos représentait un obstacle important au commerce efficace entre les deux pays et certains ont indiqué que c'était la raison de la procrastination thaïlandaise à la fin du pont. Bangkok aurait également pu utiliser le pont comme monnaie d'échange pour les négociations commerciales avec Pékin, car les Chinois semblaient de plus en plus apprécier l'achèvement de la route.
Jusqu'à l'achèvement du pont en décembre 2013, la portion du corridor nord-sud AH-3 est restée à la fois incomplète et inefficace. En 2008, les marchandises chinoises destinées à la Thaïlande devaient traverser le Mékong entre Chiang Khong et Huay Xai et de nombreux expéditeurs ont exprimé leur inquiétude quant au coût trop élevé du ferry et aux droits de douane laotiens, et les commerçants se sont également plaints du long délai requis pour les procédures et inspections douanières laotiennes. Le pont a été ouvert au public le 11 décembre 2013,.
Bien que le Laos ait été contraint d'éliminer les taxes de transit, le gouvernement manquant de liquidités est resté hésitant, en partie parce que la Chine et la Thaïlande bénéficiaient de manière disproportionnée de la route achevée. Actuellement, la quasi-totalité du commerce sino-thaïlandais s'effectue par expédition de haut en bas du Mékong, les marchandises prenant de 10 à 15 jours pour atteindre leur destination.
En 2008, la voie navigable souffrait de problèmes fréquents pour maintenir à flot de grandes barges de fret, une situation qui risque de se produire plus fréquemment lorsque davantage de barrages sont prévus par la Chine sur le cours supérieur du fleuve deviendront fonctionnels à l'avenir. Les avantages économiques de la route vers le Laos, quant à eux, sont encore indéterminés.

## Problèmes de développement en Asie du Sud-Est
Alors que l'autoroute AH-3 devait accroître les affaires et le commerce grâce à un accès accru aux marchés de la Chine et de la Thaïlande, y compris les secteurs agro-industriels et touristiques du pays, le gouvernement laotien semblait plus ouvert à l'augmentation des revenus de l'État grâce à la perception de frais de transit et de taxes sur marchandises arrivées à ses frontières. Elle était également sous la pression de l' Association des nations de l'Asie du Sud-Est pour intégrer de nouveaux coûts dans le commerce intra-régional déjà faible.
Selon les personnes impliquées dans l'industrie du tourisme dans le nord-ouest du Laos, alors que les touristes occidentaux arrivaient en nombre croissant, les touristes de la Thaïlande et de la Chine voisines ne passent souvent que par le Laos pour se rendre à Boten à la frontière chinoise, où il y a un grand casino et un marché.
En plus de récolter moins d'avantages économiques, le Laos devra également faire face à des coûts sociaux et environnementaux disproportionnés, selon les responsables du projet. Sans mécanismes de contrôle appropriés en place, l'ouverture de la région bénéficierait de manière disproportionnée aux groupes d'entreprises liées au gouvernement tout en déplaçant un grand nombre de groupes lao non ethniques vivant actuellement dans la région.
Un rapport de la BAD de 2002 estimait qu'environ 2 500 personnes (500 ménages) pourraient  être déplacées en raison du projet routier; certains groupes de surveillance ont mis le nombre réel beaucoup plus haut. Bien que des plans de réinstallation aient été élaborés par la BAD pour compenser la perte de maisons, de terres, de greniers à riz et de magasins, il n'était pas certain que les fonds atteignaient réellement les personnes les plus touchées.
Parmi les problèmes en jeu figurait la réinstallation des habitants laotiens originaires du village de Boten près de la frontière chinoise, qui ont été déplacés d'un kilomètre ou plus sur la route pour permettre la construction d'un nouveau casino, hôtel et autres développements commerciaux appartenant à des Chinois. Les habitants de Botens réinstallés se sont plaints que leur nouveau site manquait de services et que les terres qui leur étaient réservées étaient plus petites et moins fertiles que leurs terres d'origine.
De plus, d'autres se  plaignais des saisies de terres adjacentes à la nouvelle route par des commerçants et des hommes d'affaires connectés au gouvernement qui ont établi des magasins et d'autres entreprises sur le nouveau bien immobilier de premier choix. L'absence d'actes fonciers officiels ou de systèmes judiciaires appropriés signifiait que les résidents déplacés ne disposaient que de peu de justice.
Le vide juridique a également permis un flux croissant de migrants chinois, dont beaucoup sont d'abord arrivés pour travailler sur la route et qui sont ensuite restés pour établir des entreprises le long de la route, y compris de nouveaux villages entiers, ce qui a encore aggravé ceux précédemment réinstallés sur des terres moins fertiles.
Les groupes de défense des droits étaient également préoccupés par le développement rapide de la région, qui se traduisait par une augmentation de l'exposition au VIH / sida, la traite des êtres humains et l'exploitation possible des forêts environnantes et des ressources fauniques.
Alors que la BAD espérait initialement que l'itinéraire réduirait les coûts de transport pour la circulation des véhicules, des marchandises et des personnes, et favoriserait également une croissance économique plus rapide, alors que le corridor nord-sud de 7 300 km était presque terminé en 2008, les coûts et avantages réels du projet pour les populations locales d'Asie du Sud-Est étaient encore douteuses,.

## Routes associées

### Russie
- : Oulan-Oude – Kiakhta (235 km)

### Mongolie
- Altanboulag (Selenge) – Zamyn-Üüd (1 041 km)

### Chine
- G55 Erenhot – Ulaan Chab
- G6 : Ulaan Chab – Zhangjiakou – Beijing
- G2 : Beijing – Tianjin
- S40 : Tianjin – Tanggu
- G60 Shanghai – Hangzhou – Nanchang – Zhuzhou – Guiyang – Kunming

itinéraire possible.
- G8511 : Kunming – Yunnan

### Laos
- Route 13 : Boten – Nateuy (20 km)
- Route 3 : Nateuy – Luang Namtha - Ban Houayxay (242 km)
- Pont de Houei Sai (480 m)

### Thaïlande
- Thailand Route 1152 : Pont de Houei Sai – Chiang Khong (5,2 km)
- Thailand Route 1020 : Chiang Khong – Chiang Rai (113 km) (ending at )

### Myanmar
- Mong La – Kengtung (itinéraire alternatif) (AH2)